# Арахісовий сокіл
«Арахісовий сокіл» (англ. The Peanut Butter Falcon) — американський комедійно-драматичний фільм 2019 року режисерів та сценаристів Тайлера Нілсона та Майкла Шварца з Шаєм Лабафом, Дакотою Джонсон, Джоном Гоксом, Брюсом Дерном, Заком Готтсагеном, Джоном Бернталем та Томасом Гейденом Черчем у головних ролях.
Світова прем'єра фільму відбулась на кінофестивалі South by Southwest 9 березня 2019 року, в США стрічку випустила компаня Roadside Attractions 9 серпня 2019 року.

## Сюжет
Зак (Готтсаген), 22-річний чоловік із синдромом Дауна, живе в будинку престарілих у Північній Кароліні, де його опікує Елеонора (Джонсон). Він мріє стати професійним реслером і вступити в школу реслерів свого улюбленця — Солт Вотера Реднека (Гейден Черч), відеозаписи якого він постійно дивиться. Після невдалої спроби втечі Заку все ж таки вдається вирватися із комплексу пізно вночі за допомогою свого літнього сусіда по кімнаті Карла (Дерна). Він залишається на невеликому рибальському човні на ніч.
Між тим Тайлеру (Лабаф), неспокійному злодію та рибалці, відмовляють у збуті крадених крабів через відсутність ліцензії. З метою помститися він спалює на доках обладнання вартістю 12 000 доларів, тому його переслідують двоє місцевих рибалок. Тайлер викрадає човен і відчалює, залишивши двох розлючених переслідувачів на березі. Він знаходить Зака на човні та намагається залишити його на березі. Однак, Тайлер стає свідком того, як місцеві підлітки цькують Зака та називають його розумово відсталим, він втручається і дозволяє Заку піти з ним, доки той не почне сповільнювати його. Він обіцяє супроводжувати Зака до школи реслерів на шляху до його кінцевого пункту призначення Флориди, де сподівається почати все спочатку, замучений виною за випадкову загибель свого старшого брата в аварії.
Переслідувачі Дункан і Щуролов поширювали інформацію протягом пошуків Тайлера, водночас Елеонора нишпорила навколо, шукаючи Зака. Елеонора та Тайлер зустрічаються у крамниці, чоловік заперечує зустріч з Заком; пізніше Тайлер святкує із Заком їхній спільний статус злочинців. Він навчає Зака плаванню та стрільбі з дробовика, заохочуючи його впевненість у собі. Під час небезпечної переправи через річку, в якій Тайлер перепливав, волочачи за собою Зака, що тримався за конструкцію з надутих повітрям мішків, їх мало не збиває човен. Вони також зустрічають сліпого релігійного чоловіка, який хрестить Зака та дає їм матеріали для створення плоту, щоб завершити їхню подорож по річці до моря. Вони відзначають ту ніч, напившись на пляжі, тоді ж Зак вигадує для себе нікнейм «Арахісовий сокіл».
Наступного ранку Елеонора знаходить їх, коли вони спали, та намагається змусити Зака повернутися з нею. Зак, не бажаючи цього, кидає ключі від машини в море. Тайлер переконує її супроводжувати їх у подорожі; вона погоджується за умови, що вони повернуться в будинок престарілих після досягнення школи реслерів. Вони продовжують спускатися по Зовнішніх мілинах Північної Кароліни, шляхом Тайлер і Елеонора сперечалися про те, скільки свободи повинен мати Зак. Пізно вночі, поки втікачі сплять в приморській халупі, Дункан і Щуролов спалюють їхній пліт, а потім хочуть покарати Тайлера; Зак погрожує їм мисливською рушницею Тайлера, і вони неохоче залишають трійцю.
Трійця дістається міста, де знаходиться школа реслерів. У місцевої офіціантки вони беруть адресу Реднека. Незабаром стає відомо, що школа закрита вже десять років, а Реднек покинув спорт. Група не впевнена у своїх подальших діях; Елеонора дізнається, що Зак буде переведений в реабілітаційний будинок для наркоманів після повернення, у той час як Тайлер хоче, щоб Елеонора поїхала з ним у Флориду. Коли вони вирішують, що робити, до них підходить Клінт, одягнений як реслер: він був зворушений промовою Тайлера і погоджується тренувати Зака.
Клінт тренує Зака та готує до бою проти свого місцевого друга Сема (Робертс). Елеонору насторожує насильство, яке демонструється перед боєм, тому вона намагається перешкодити виходу підопічного; Тайлер приковує її наручниками до керма, щоб вона не втручалася. Знервований Зак грає з натовпом і виходить на ринг. Сем, який був незадоволений теплою зустріччю Зака, починає брудну гру, називаючи його дебілом. Елеонорі вдається звільнитися, тому жінка встигає попередити Тайлера про появу Дункана та Щуролова. Зак, подолавши свій страх, виконує атомний кидок, який Клінт вважав фізично неможливим. Він викидає Сема з рингу, Дункан вдаряє Тайлера ломом по голові.
У лікарні Зак бачить, як Елеонора отримує новини про стан Тайлера від лікаря, а потім плаче. Пізніше вони вдвох їдуть до Флориди. З'ясовується, що Тайлер серйозно поранений, але живий. Він супроводжує їх у подорожі.

## У ролях
| Актор             | Роль     |
| ----------------- | -------- |
| Шая Лабаф         | Тайлер   |
| Дакота Джонсон    | Елеонора |
| Джон Гокс         | Дункан   |
| Зак Готтсаген     | Зак      |
| Брюс Дерн         | Карл     |
| Джон Бернтал      | Марк     |
| Томас Гейден Черч | Клінт    |
| Мік Фолі          | Джейкоб  |
| Джейк Робертс     | Сем      |
| Yelawolf          | Щуролов  |
| Ділан Одом        | реслер   |

## Виробництво
Цей фільм — це сучасний переказ історії Гекльберрі Фінна, який містить власне бажання Готтсагена бути актором, перетворене в прагнення стати реслером.
Нільсон і Шварц вперше познайомилися із Заком Готтсагеном у таборі для акторів-інвалідів приблизно в 2011 році у Венісі, Каліфорнія, і він висловив бажання створити фільм разом. Після знімання відео для підтвердження концепції вартістю в 20 000 доларів дует отримав фінансування стрічки з Готтсагеном у головній ролі. Проєкт був офіційно оголошений у червні 2017 року, а також став відомим акторський склад: Шая Лабаф, Дакота Джонсон і Брюс Дерн. У липні 2017 року виробництво велося в Джорджії, США. Пізніше того ж місяця ролі отримали Джон Гокс, Джон Бернтал і Томас Гейден Черч, а також професійні реслери Мік Фолі, Джейк Робертс та репер Yelawolf.
Шварц і Нілсон хотіли використати музику, яка надихала їх під час написання сценарію, а на знімальному майданчику вмикали бумбокс, щоб відтворити її перед початком знімання кожної сцени. Саундтрек поєднує в собі блюграс, народні пісні та спіричуел, сучасну та вічну музики. Для саундтреку використали оригінальні композиції Зака Доуеса, Джонатана Садоффа, Ноама Пікелні та Гейба Вітчера із Punch Brothers, а також нові та класичні пісні від Сари Воткінс («Nickel Creek», «I'm With Her»), Ченса Мак-Коя («Old Crow Medicine Show»), Грегорі Алана Ісакова, Оли Белла Ріда та The Staple Singers. Вони були здивовані, що отримали права на стільки пісень за невелику частину очікуваної вартості.

## Випуск
Світова прем'єра стрічки відбулася на кінофестивалі South by Southwest 9 березня 2019 року. Незабаром кінокомпанія Roadside Attractions придбала права на розповсюдження фільму та встановила дату релізу на 9 серпня 2019 року.

## Сприйняття

### Касові збори
Спочатку вихід фільму був обмежений, він зібрав 205 200 доларів у 17 кінотеатрах. Студія повідомила, що стрічка була номером один у більшій частині кінотеатрів, у яких вона демонструвалася, зокрема «у великому комерційному мультиплексі у Солт-Лейк-Сіті», а також Лос-Анджелесі, Далласі, Шарлотті, Денвері та Остіні з «безліччю розпродажів на різних ринках». Кінокартина вийшла 23 серпня в 991 кінотеатрі, заробивши 3 мільйони доларів, зупинившись на 12 місці.

### Критика
На Rotten Tomatoes фільм має схвальний рейтинг 94 % на основі 107 оглядів із середнім рейтингом 7,56/10. Консенсус критиків вебсайту зазначає: «Пригода почуттів, яку оживила видатна акторська гра. „Арахісовий сокіл“ знаходить багатий сучасний відгук у класичній американській художній літературі». На Metacritic фільм має середньозважену оцінку 69 із 100 на основі 25 відгуків критиків, що свідчить про «загалом сприятливі відгуки». Глядачі, опитані CinemaScore, дали фільму рідкісний середній бал «A +», тоді як користувачі PostTrak оцінили його в середньому 4,5 із 5 зірок і 62 % «точно рекомендують».
Пітер Дебраж з «Variety» назвав фільм «хорошою нішевою інді-стрічкою з пріоритетами в потрібному місці». Шері Лінден з «The Hollywood Reporter» написала, «чутливість [Ґоттсагена] наповнює сучасну байку прямотою, яка захоплює. Але однозначний матеріал часто застрягає близько до поверхні, і фільм, побудований навколо неї, при своєму фізичному охопленні, може відчувати себе затиснутим очевидністю».

### Номінації та нагороди
| Нагороди та номінації фільму «Арахісовий сокіл» | Нагороди та номінації фільму «Арахісовий сокіл» | Нагороди та номінації фільму «Арахісовий сокіл» | Нагороди та номінації фільму «Арахісовий сокіл» | Нагороди та номінації фільму «Арахісовий сокіл» | Нагороди та номінації фільму «Арахісовий сокіл» |
| Рік                                             | Кінофестиваль/кінопремія                        | Категорія/нагорода                              | Номінант                                        | Результат                                       |                                                 |
| ----------------------------------------------- | ----------------------------------------------- | ----------------------------------------------- | ----------------------------------------------- | ----------------------------------------------- | ----------------------------------------------- |
| 2018                                            | Кінофестиваль американських фільмів у Довілі    | Гран-прі                                        | Тайлер Нілсон, Майкл Шварц                      | Номінація                                       |                                                 |
| 2018                                            | Кінофестиваль фільмів у Нантакеті               | Нагорода глядачів                               | Тайлер Нілсон, Майкл Шварц                      | Перемога                                        |                                                 |
| 2018                                            | Кінофестиваль фільмів у Нантакеті               | Найкращий фільм                                 | Тайлер Нілсон, Майкл Шварц                      | Перемога                                        |                                                 |
| 2018                                            | South by Southwest                              | Нагорода глядачів                               | Тайлер Нілсон, Майкл Шварц                      | Перемога                                        |                                                 |